# Börse Stuttgart

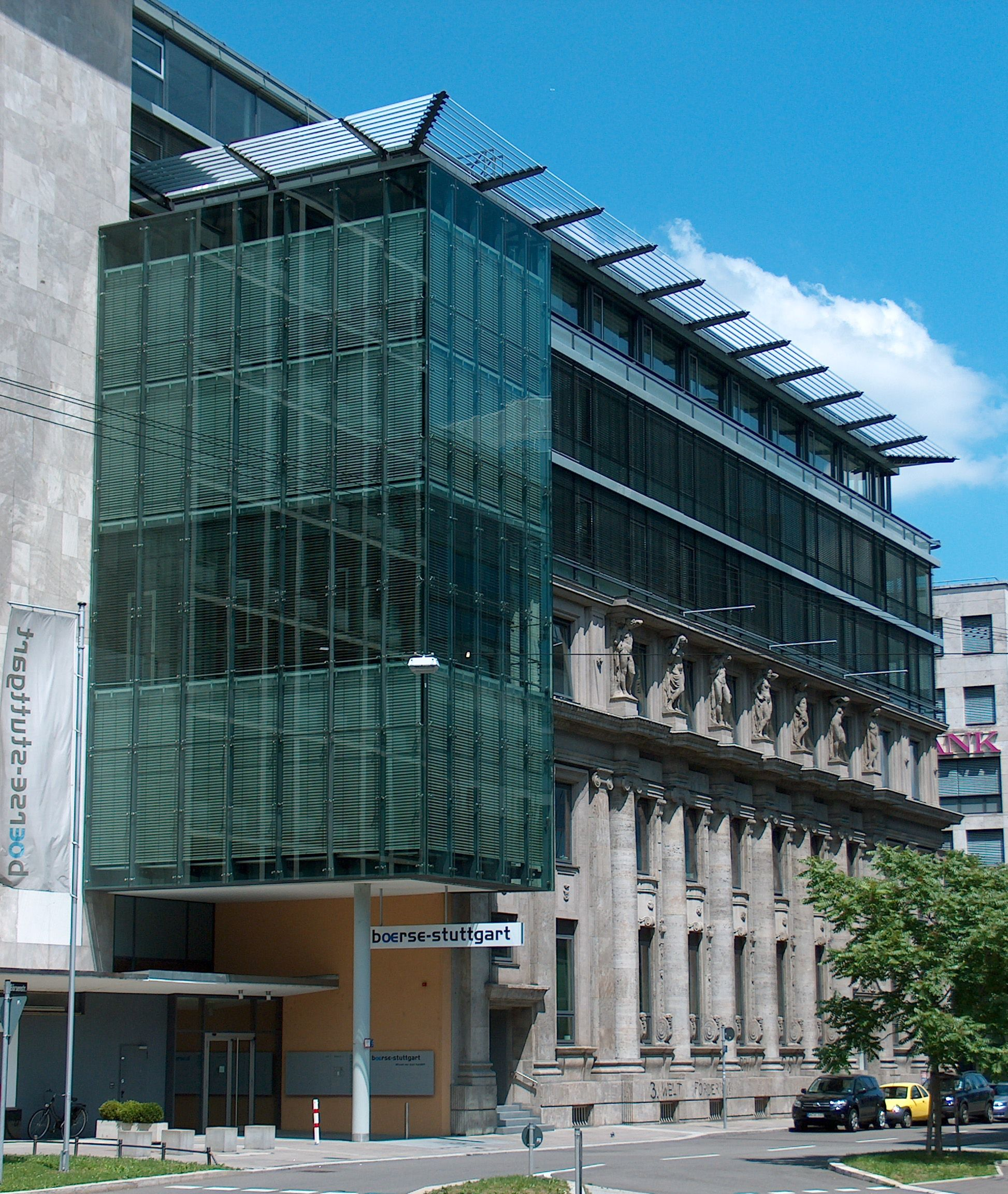
Börse Stuttgart

Die Börse Stuttgart ist die sechstgrößte Börsengruppe in Europa, mit Standbeinen im Kapitalmarktgeschäft sowie im Digital- und Kryptogeschäft. Die Börse Stuttgart beschäftigt als Gruppe rund 700 Mitarbeiterinnen und Mitarbeiter an ihren Standorten in Stuttgart, Berlin, Frankfurt, Ljubljana, Mailand, Stockholm und Zürich. Die Börse Stuttgart verfügt als Gruppe über insgesamt 16 Lizenzen von Aufsichtsbehörden in Deutschland, Schweden und der Schweiz.

## Kapitalmarktgeschäft
Im Kapitalmarktgeschäft betreibt die Börse Stuttgart als Gruppe drei Börsen in Deutschland, Schweden und der Schweiz; den Handelsplatz Börse Stuttgart, die NGM und die BX Swiss. Im Jahr 2024 belief sich das Handelsvolumen an den drei Börsen auf insgesamt rund 116 Milliarden Euro. Hinzu kommen die regulierte Zero-Fee-Plattform TradeRebel und Cats als europäisches außerbörsliches Netzwerk. Zudem umfasst die Gruppe mit der Euwax AG einen Broker, der international im Handel mit Wertpapieren und Kryptowährungen aktiv ist.

### Handelsplatz Börse Stuttgart
Die Börse Stuttgart ist ein börslicher Handelsplatz für strukturierte Wertpapiere, Aktien, Anleihen, börsengehandelte Fonds (ETF), Genussscheine und offene Investmentfonds. Nach der Xetra-Plattform der Frankfurter Wertpapierbörse und der Tradegate Exchange ist die Börse Stuttgart Deutschlands drittgrößter Handelsplatz. Im Jahr 2024 betrug das Handelsvolumen der Börse Stuttgart nach eigenen Angaben in allen Anlageklassen rund 104 Milliarden Euro und lag damit 15 Prozent über dem Niveau des Vorjahres. Die Markt- und Börsenaufsicht über die Börse Stuttgart wird durch das Ministerium für Wirtschaft, Arbeit und Tourismus Baden-Württemberg, die ihm unterstellte unabhängige Handelsüberwachungsstelle sowie die Bundesanstalt für Finanzdienstleistungsaufsicht (BaFin) wahrgenommen.

### NGM
Die Nordic Growth Market (NGM) ist eine hundertprozentige Tochter der Börse Stuttgart und die zweitgrößte Börse in Schweden. Sie ermöglicht den Handel mit Aktien und strukturierten Wertpapieren. Mit Nordic SME unterhält die NGM zudem eine Plattform für Aktien junger Wachstumsunternehmen: Insgesamt sind dort 81 Aktien gelistet. Im Handel mit strukturierten Wertpapieren ist die NGM auch in Finnland, Norwegen und Dänemark aktiv.

### BX Swiss
Die BX Swiss ist die zweitgrößte Börse der Schweiz. Sie gehört zu 90 Prozent der Börse Stuttgart, seit 2023 ist Leonteq mit 10 Prozent an der BX Swiss beteiligt. Sie untersteht dem Finanzmarktinfrastrukturgesetz sowie der Überwachung durch die Eidgenössische Finanzmarktaufsicht (FINMA). Die BX Swiss ermöglicht den Handel mit strukturierten Wertpapieren, Aktien aus über 30 Ländern in Schweizer Franken, ETFs, Anleihen und Anlagefonds. Zudem betreibt die BX Swiss das börsliche Handelssegment SME Main Market für Aktien kleiner mittelständischer Unternehmen aus der Schweiz.

### Euwax AG
Der Broker Euwax AG ist seit dem Jahr 2000 börsennotiert und gehört zu 84 Prozent der Börse Stuttgart. Die Euwax AG ist als Liquiditätsspender am Handelsplatz Börse Stuttgart, an der NGM, an der BX Swiss und auf der Zero-Fee-Plattform TradeRebel aktiv. Außerdem ist die Euwax AG auch als Liquiditätsanbieter im Anleihesegment LuxXPrime der Börse Luxemburg tätig.

### TradeRebel
TradeRebel ist eine regulierte Handelsplattform der Gruppe Börse Stuttgart, die den Handel mit rund 2.000 Inlands- und Auslandsaktien sowie rund 2.000 Exchange-Traded Products (ETPs) ohne Börsengebühren ermöglicht. Dabei bietet TradeRebel Vor- und Nachhandelstransparenz. Banken und Online-Broker können sich an die Plattform anschließen.

## Börse Stuttgart Digital
Seit 2023 bündelt die Gruppe Börse Stuttgart ihr gesamtes Digital- und Kryptogeschäft unter der Marke Börse Stuttgart Digital. Als Infrastrukturpartner bietet die Börse Stuttgart Digital Kunden institutionelle Brokerage und Kryptoverwahrung sowie einen institutionellen Handelsplatz und privaten Kunden die Bison-App. Die Kryptoangebote von Börse Stuttgart Digital wurden 2024 von rund einer Million Endkunden genutzt. Das Digital- und Kryptogeschäft steht für 25 Prozent der Gesamterträge der Gruppe Börse Stuttgart.

### Für institutionelle Kunden
Die Börse Stuttgart Digital Exchange ist Deutschlands erster regulierter Handelsplatz für Kryptowährungen. Das multilaterale Handelssystem ging im Dezember 2019 an den Start. Die Börse Stuttgart Digital Custody GmbH erhielt im März 2023 die Lizenz für ihren Geschäftsbetrieb als Kryptoverwahrer und im Januar 2025 die EU-weite MiCAR-Lizenz von der Bundesanstalt für Finanzdienstleistungsaufsicht (BaFin). Zudem bietet Börse Stuttgart Digital institutionelle Brokerage-Anwendungen für den bilateralen OTC-Handel mit digitalen Vermögenswerten. 2024 wurde Börse Stuttgart Digital der Infrastrukturpartner der DZ Bank und der genossenschaftlichen Finanzgruppe für Brokerage und Verwahrung von Kryptowährungen. Der Schweizer Anbieter von Investment-Software Profidata integrierte die Anwendungen von Börse Stuttgart Digital für Brokerage und Verwahrung in sein Angebot für institutionelle Kunden.

### BISON-App
Mit der Smartphone-App Bison (Eigenschreibweise: BISON) startete die Börse Stuttgart im Januar 2019 die erste Krypto-Trading-App für Kunden in Europa, hinter der eine traditionelle Wertpapierbörse steht. Nutzer der App kaufen und verkaufen 27 Kryptowährungen wie z. B. Bitcoin (BTC), Bitcoin Cash (BCH), Chainlink (LINK), Ethereum (ETH), Litecoin (LTC), Ripple (XRP) oder Uniswap (UNI) bei der Euwax AG, die als Broker agiert. Treuhänderisch verwahrt werden die Kryptowährungen von der Börse Stuttgart Digital Custody GmbH.

## Struktur der Gruppe Börse Stuttgart
Die Dachorganisation der Gruppe Börse Stuttgart bildet die Vereinigung Baden-Württembergische Wertpapierbörse e. V. Für das Kapitalmarktgeschäft sowie das Digital- und Kryptogeschäft bedient sich die Vereinigung diverser Tochtergesellschaften. Am Handelsplatz Stuttgart agiert die Baden-Württembergische Wertpapierbörse GmbH als Börsenträger. Sie ist eine hundertprozentige Tochter der Vereinigung und hat den technischen Börsenbetrieb an die ebenfalls hundertprozentige Tochter Börse Stuttgart GmbH ausgelagert.

## Engagement
Die Gruppe Börse Stuttgart unterstützt die Initiative Stuttgart Financial, die sie gemeinsam mit dem Wirtschaftsministerium Baden-Württemberg und der Stiftung Kreditwirtschaft der Universität Hohenheim 2007 gegründet hat. Ziel der Finanzplatzinitiative ist es, den Finanzplatz Stuttgart zu stärken sowie die Sichtbarkeit als Standort für Finanzdienstleistungen in Deutschland zu erhöhen. Im Rahmen dieser Initiative werden durch den Accelerator fintogether junge Unternehmen im Fintech-Bereich gefördert. Im September 2023 organisierte die Börse Stuttgart erstmals den Stuttgart Finance Summit als Dialogformat für Finanzwirtschaft, Realwirtschaft und Politik. 50 Referenten und rund 850 Teilnehmer diskutierten aktuelle Herausforderungen für Wirtschaft und Kapitalmärkte.

## Geschichte
Die Geschichte der Börse Stuttgart beginnt im Jahr 1860 mit dem örtlichen Industrie-Börsenverein. Im Königsbau fanden sich Kaufleute ein, um an einer Warenbörse Handelsgeschäfte im Textilbereich zu tätigen. Am 11. Februar 1861 erfolgte die Gründung des Stuttgarter Börsenvereins und damit die Eröffnung einer Wertpapierbörse, der eigentlichen Vorgängerin der späteren Börse Stuttgart.
Im Mai 1877 genehmigten der württembergische König Karl I. und die Stuttgarter Stadtverwaltung per Dekret eine Börsen- und Maklerordnung. Von nun an erkannten auch Gerichte die Kurse der Börse an.
Seit 1866 druckten württembergische Tageszeitungen ein tägliches Börsenkursblatt und 1881 erschien das erste amtliche Kursblatt. In den folgenden Jahren wurde die Textilindustrie als Leitsektor durch Maschinen- und Automobilbau, Chemie und Elektrotechnik abgelöst. 1882 erhielt die Börse ihren ersten Telefonanschluss, wodurch die Abwicklung von Aufträgen beschleunigt wurde.
In der Zeit des Ersten Weltkriegs operierten die deutschen Börsen nicht und die Börse Stuttgart eröffnete erst wieder 1919. In Folge der Weltwirtschaftskrise und von massiven Kursverlusten schloss die Börse Stuttgart 1931 erneut für mehrere Monate.
Aufgrund von Luftangriffen musste die Börse 1944 ihren Standort wechseln. Nach dem Zweiten Weltkrieg wurde im November 1945 das Geschäft im ausgebrannten Gebäude der Württembergischen Landeskreditanstalt wieder aufgenommen. Nach der Währungsreform von 1948 und der Wertpapierbereinigung wurde der amtliche Börsenverkehr wieder aufgenommen.
1969 zog die Börse innerhalb von Stuttgart erneut um und 1974 begann die Abwicklung der Börsengeschäfte mit elektronischer Datenverarbeitung.
Im Jahr 1999 wurde das Handelssegment Euwax für verbriefte Derivate gegründet.
Ende 2008 übernahm die Börse Stuttgart die schwedische Börse Nordic Growth Market AB (NGM) zu 100 Prozent. Das NDX-Segment der NGM für verbriefte Derivate ist nicht nur in Schweden, sondern seit 2010 auch in Finnland, seit 2011 in Norwegen sowie seit 2016 in Dänemark aktiv.
Im Jahr 2014 übernahm die Börse Stuttgart 90 Prozent am außerbörslichen Handelsnetzwerk Cats von der Citigroup.
2017 übernahm die Börse Stuttgart mit gut 90 Prozent die Aktienmehrheit an der BX Swiss AG. Die Übernahme wurde im Jahr 2018 abgeschlossen.
Im Januar 2019 startete die Börse Stuttgart die Bison-App für den Handel mit Kryptowährungen. 2022 wurde das institutionelle Digitalgeschäft der Börse Stuttgart aufgebaut. 2023 vertieften die Axel Springer SE und die SBI Digital Asset Holding ihr Investment ins gesamte Digital- und Kryptogeschäft der Börse Stuttgart, das seitdem unter der Marke Börse Stuttgart Digital gebündelt wird. Die Börse Stuttgart Digital Custody GmbH erhielt im März 2023 die Lizenz für ihren Geschäftsbetrieb als Kryptoverwahrer von der Bundesanstalt für Finanzdienstleistungsaufsicht (BaFin).
Im Jahr 2022 wurden im Rahmen eines Proof-of-Concept erstmals tokenisierte Wertpapiere über die BX Swiss gehandelt und die Handelsgeschäfte über eine Blockchain abgewickelt. Weiterhin stieg die Börse Stuttgart im Wertpapierhandel in den Zero-Fee-Bereich ein. Dazu gehörten ein Angebot der BX Swiss in der Schweiz und der Start der regulierten Handelsplattform TradeRebel in Deutschland.
Anfang 2023 gründete die Börse Stuttgart das Segment Easy Euwax, das den Handel mit strukturierten Wertpapieren ohne Börsenentgelte ermöglichte.
Im Dezember 2023 schloss die Börse Stuttgart eine strategische Partnerschaft mit dem Schweizer Finanzunternehmen Leonteq, das sich mit 10 Prozent an der BX Swiss beteiligte.

## Mitgliedschaften
Sie ist Mitglied in:
- Federation of European Securities Exchanges[58]